# ماريا كيمبرلي
ماريا كيمبرلي (بالإنجليزية: Maria Kimberly)‏ هي عارضة وممثلة أمريكية، ولدت في 1940.

## وصلات خارجية
- ماريا كيمبرلي على موقع IMDb (الإنجليزية)
- ماريا كيمبرلي على موقع روتن توميتوز (الإنجليزية)
- ماريا كيمبرلي على موقع قاعدة بيانات الفيلم (الإنجليزية)